# Microgramma megalophylla
Microgramma megalophylla är en stensöteväxtart som först beskrevs av Nicaise Augustin Desvaux, och fick sitt nu gällande namn av Sota. Microgramma megalophylla ingår i släktet Microgramma och familjen Polypodiaceae. Inga underarter finns listade.